# Алексеевка (Ильинецкий район)
Алексе́евка (укр. Олексіївка) — село на Украине, находится в Ильинецком районе Винницкой области.
Код КОАТУУ — 0521283409. Население по переписи 2001 года составляет 12 человек. Почтовый индекс — 22741. Телефонный код — 4345.
Занимает площадь 0,2 км².

## Адрес местного совета
22741, Винницкая область, Иллинецкий р-н, с.Копиевка, ул.Ленина, 104